# Burg Dietmannsried
Die Burg Dietmannsried ist eine abgegangene Wasserburg vom Typus einer Turmhügelburg (Motte) an der südlichen  Friedhofsmauer im  „Inselweiher“ in Dietmannsried (Am Inselweiher) im Landkreis Oberallgäu in Bayern.
Als Besitzer der Burg galt ein Ritter Ritzner von Überbach, ein Ministerialer von Kempten.
Von der ehemaligen Burganlage, auf die heute ein Gedenkstein hinweist, sind nur noch der Turmhügel und der Ringgraben erhalten.